# Cerodontha suputinka
Cerodontha suputinka är en tvåvingeart som beskrevs av Zlobin 1993. Cerodontha suputinka ingår i släktet Cerodontha och familjen minerarflugor. Inga underarter finns listade i Catalogue of Life.